# سري سكورشرز
سري سكورشرز (بالإنجليزية: Surrey Scorchers)‏ هو فريق كرة سلة إنجليزي تأسس في سنة 2005 يقع في غلدفورد وهو مملوك لجامعة سري. يلعب في دوري كرة السلة البريطاني. يستضيف الفريق مبارياته على أرضه في جامعة سري.